# Juan de Zúñiga y Pimentel

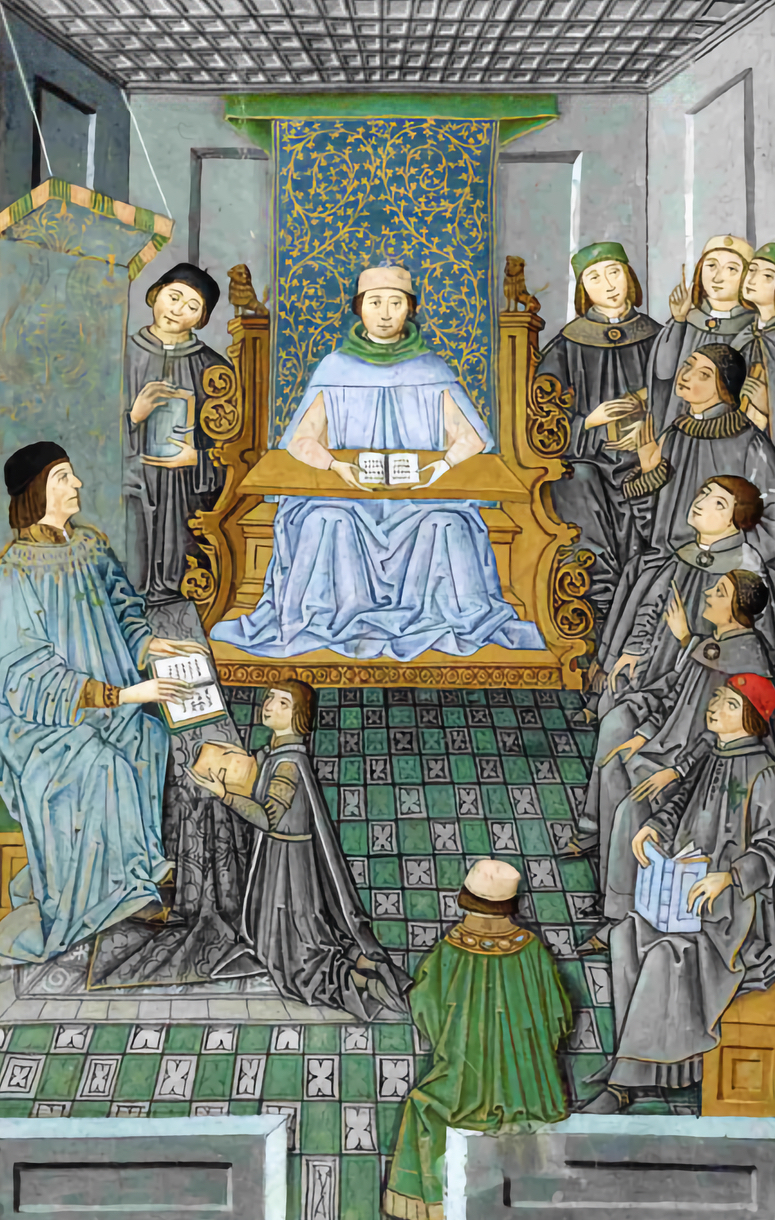
Juan de Zúñiga y Pimentel (l.) im Kreis der Schüler von Antonio de Nebrija

Juan de Zúñiga y Pimentel (* 1459 in Plasencia; † 27. Juli 1504 im Real Monasterio de Nuestra Señora de Guadalupe) war Angehöriger des Hauses Zúñiga und von 1473 bis 1492 der letzte Großmeister des Alcántara-Ritterordens. Er nahm in den Jahren 1491/92 an der Eroberung des Emirats von Granada durch das Heer der Katholischen Könige teil.

## Leben
Juan de Zúñiga y Pimentel war Angehöriger des spanischen Hochadels: Er war der Sohn von Álvaro de Zúñiga y Guzmán, dem Grafen von Bañares und Herzog von Béjar, und dessen zweiter Gemahlin Leonor Pimentel.
Im Jahr 1475 wurde er von Papst Sixtus IV. zum Großmeister des Alcántaraordens ernannt, doch bestand schon seit längerem ein Interesse der spanischen Könige, dieses Amt zu erlangen, und so wurde diese Würde nach der Eroberung Granadas im Jahr 1492 auf König Ferdinand II. übertragen. Daraufhin zog sich Juan de Zúñiga in ein von ihm gegründetes Kloster bei der Stadt Villanueva de la Serena zurück, wohin er neben anderen Gelehrten den Grammatiklehrer Antonio de Nebrija einlud, dem er seit dem Jahr 1487 ein Gehalt gezahlt hatte, damit dieser sich auf seine Forschungen konzentrieren konnte. Im Jahr 1502 wurde er von den Katholischen Königen als Anwärter für das Kirchenamt des Erzbischofs von Sevilla benannt, welches er – nach der Ernennung durch Papst Julius II. am 5. Mai 1503 und seiner Kardinalserhebung am 29. November 1503 mit der Zuweisung der römischen Titelkirche Santi Nereo e Achilleo – im Folgejahr antrat. 	
Doch nur wenige Monate nach Amtsantritt wurde er krank und starb im Alter von nur 45 Jahren; seine Gebeine wurden ca. 25 Jahre nach seinem Tod ins Kloster San Vicente de Ferrer in Plasencia verbracht, welches seine Mutter gestiftet hatte.